# Picasso Lyceum
Het Picasso Lyceum is een openbare school in het voortgezet onderwijs in de Nederlandse stad Zoetermeer. De school is een fusie van de locaties Schubertrode (gymnasium, atheneum en havo) en Paltelaan (vmbo-theoretische leerweg) van het Stedelijk College Zoetermeer. Deze fusie vond plaats op 1 augustus 2007. Eind 2008 werd een nieuw gebouw in gebruik genomen.

## Achtergrond
Het Picasso Lyceum is onderdeel van de Scholen Combinatie Zoetermeer waarvan ook het Beroepscollege Zoetermeer aan het Van Doornenplantsoen (vmbo met alle leerwegen en praktijkonderwijs) deel uitmaakt. De SCZ is onderdeel van de Stichting Stedelijk Voortgezet Onderwijs Zoetermeer. Het is een openbare school. Het bevoegd gezag ligt niet bij de gemeente Zoetermeer, maar bij de Stichting Stedelijk Voortgezet Onderwijs Zoetermeer.
Het Picasso Lyceum werkt samen met partnerscholen in diverse Europese landen. Internationalisering is een middel binnen het leerproces.

## Geschiedenis
In 1995 is het Stedelijk College Zoetermeer (SCZ) ontstaan uit een fusie van vier Zoetermeerse scholen. De verschillende vestigingen die onder het Stedelijk College Zoetermeer vielen waren het vmbo Van Doornenplantsoen, de Mavo Dr. J.W. Paltelaan en het Lyceum Schubertrode. Met de komst van een nieuw gebouw waarin de Paltelaan en Schubertrode samengaan, kregen de scholen van het SCZ per augustus 2007 een andere naam. De school aan het Van Doornenplantsoen heette sindsdien het Stedelijk College en de scholen aan de Paltelaan en Schubertrode kregen samen de naam Picasso Lyceum. In december 2008 betrok het Picasso Lyceum het nieuwe schoolgebouw aan de Paletsingel in Zoetermeer. Per 1 augustus 2019 werd de MAVO afdeling in het gebouw van Het Atrium ondergebracht. De leerlingen van het daar gevestigde praktijkonderwijs verhuisden naar het gebouw van het Beroepscollege Zoetermeer als Beroepscollege Zoetermeer Praktijk.

## Vakken en projecten
De vakken die op het Picasso Lyceum worden gegeven zijn geclusterd in de volgende domeinen:
- Talen (Nederlands, Duits, Frans, Grieks, Latijn, Engels en klassieke culturele vorming)
- Mens en Maatschappij (maatschappijleer, aardrijkskunde, geschiedenis, economie, management en organisatie en maatschappijwetenschappen)
- Exact (wiskunde A, B en C, biologie, scheikunde, natuurkunde, techniek en natuur, leven en technologie)
- Kunst (tekenen, handvaardigheid, muziek, culturele en kunstzinnige vorming)
- Sport (lichamelijke opvoeding en bewegen, sport en maatschappij)
- ICT (informatica en informatiekunde)

Dat betekent dat groepen vakken die veel met elkaar gemeen hebben in het gebouw bij elkaar zitten. Een domein is een gebied met (instructie)lokalen, laboratoria en werkruimten voor de leerling.
Binnen het gewone onderwijs zijn er regelmatig vakoverstijgende projecten. Deze zijn gericht op onder andere samenwerken, communicatie en zelfstandig werken, structureren en onderzoek doen.
De leerlingen van het gymnasium krijgen twee extra vakken: Grieks en Latijn. Zij werken met een andere lessentabel en hebben op de oudheid gerichte excursies.

## Extra klassen
Voor alle leerlingen die dat willen in klas 1 en 2 zijn er zogenaamde TOP-klassen- Een leerling van een TOP-klas krijgt twee uur per week les in een speciale klas: een cultuurklas, een sportklas, een scienceklas of een ICT-klas.

## Onderwijs op maat
De school biedt sinds 2009 in het kader van onderwijs op maat ruimte voor een geïndividualiseerd leertraject. Met maatwerktrajecten kunnen leerlingen bepaalde (extra) vakken op een ander niveau of in een ander tempo volgen, of alvast in een pre-examenjaar vervroegd een aantal examens doen. Ook kunnen leerlingen in aanmerking komen voor het volgen van een alternatief programma elders. Stichting 't Wylde Leven acquireert hiervoor op de school.
Anno 2015 leverde de school maatwerk aan zo'n vijftien tot twintig procent van de leerlingen.
In augustus 2023 kwam de school in opspraak vanwege een nieuw schoolplan. In het schoolplan werd de overgang van een 60-minutenrooster naar instructie van een halfuur per les per week voor alle vakken aangekondigd. De invoering van het schoolplan zorgde voor een uittocht aan docenten.  Landelijke Commissie voor Geschillen WMS deed in mei 2023 uitspraak over de handelwijze van het bevoegd gezag. Volgens de commissie besloot het bevoegd gezag geen toestemming te verlenen om het leerplan van de school te wijzigen. 